# جازمین ریوز
جازمین ریوز (انگلیسی: Jazmine Reeves؛ زادهٔ ۳۰ ژانویهٔ ۱۹۹۲) بازیکن فوتبال اهل ایالات متحده آمریکا است.
از باشگاه‌هایی که در آن بازی کرده‌است می‌توان به بوستون بریکرز اشاره کرد.